# Calatola columbiana
Calatola columbiana là một loài thực vật thuộc họ Icacinaceae. Đây là loài đặc hữu của Colombia.